# Petrus Cornelius De Preter
Petrus Cornelius De Preter, ook Depreter, (Schriek, 1814 – Antwerpen, 2 juli 1886) was een Belgische beeldhouwer.

## Leven en werk
De Preter was een zoon van Petrus De Preter en Joanna Dockx. Hij studeerde aan de Brusselse Academie (1838-1839).
De Preter maakte onder meer heiligenbeelden en kerkelijk meubilair, waaronder altaren, communiebanken en preekstoelen. In 1843 maakte hij een borstbeeld van Carl Linnaeus, naar een houtgravure van Bervic. Replica's hiervan werden in Nederland onder andere geplaatst in Harderwijk (1869) en Heemstede (1907).
De Preter was gehuwd met Maria Catharina Wuyts uit Lier, hieruit werden zeven kinderen geboren. Hun zoon Josephus Cornelius Hubertus De Preter trad als beeldhouwer in de voetsporen van zijn vader. De Preter overleed in het gasthuis Stuyvenberg in Antwerpen.

## Enkele werken
- Communiebank (1841) en preekstoel (1854-1857), Sint-Joriskerk in Gent
- Borstbeeld van Carl Linnaeus (1843)
- Biechtstoelen (1847, 1852) in de Onze-Lieve-Vrouw-ter-Sneeuwkerk in Borgerhout
- Hoofdaltaar, zijaltaar, preekstoel en communiebank (1851-1869), Onze-Lieve-Vrouw-Hemelvaartkerk in De Klinge
- Hoofd- en zijaltaren (1853), Sint-Corneliuskerk in Meerdonk
- Preekstoel (1854-57) voor de Sint-Joris en Sint-Godelievekerk in Sleidinge
- Beeld van de OLV Onbevlekt Ontvangen, bustes van de heiligen Theresia en Jozef (1856), Jozef en Theresiakapel in Antwerpen[3]
- Hoofaltaar (1866) in de Sint-Jacobskerk in Kemzeke
- Hoofd- en zijaltaaren (1870), neogotische portiekaltaren, voor de Sint-Jacobuskerk in Haasdonk
- Preekstoel, Sint-Jan Evangelistkerk in Steendorp

## Galerij

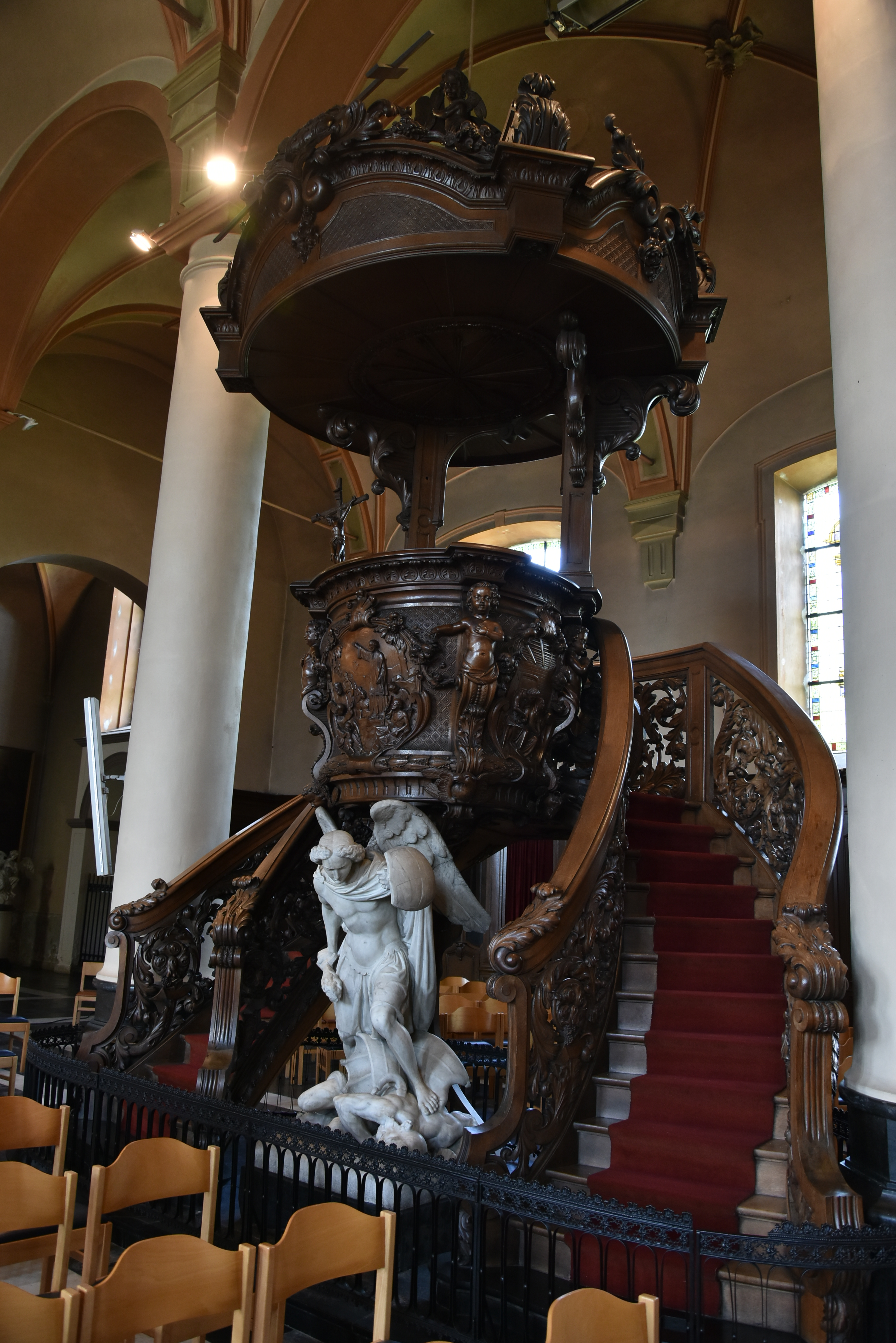
Preekstoel in Sleidinge
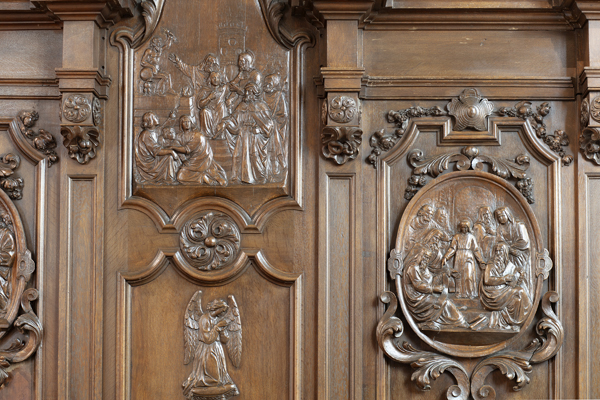
Koorlambrizering in de Sint-Barbarakerk (Maldegem) (detail)
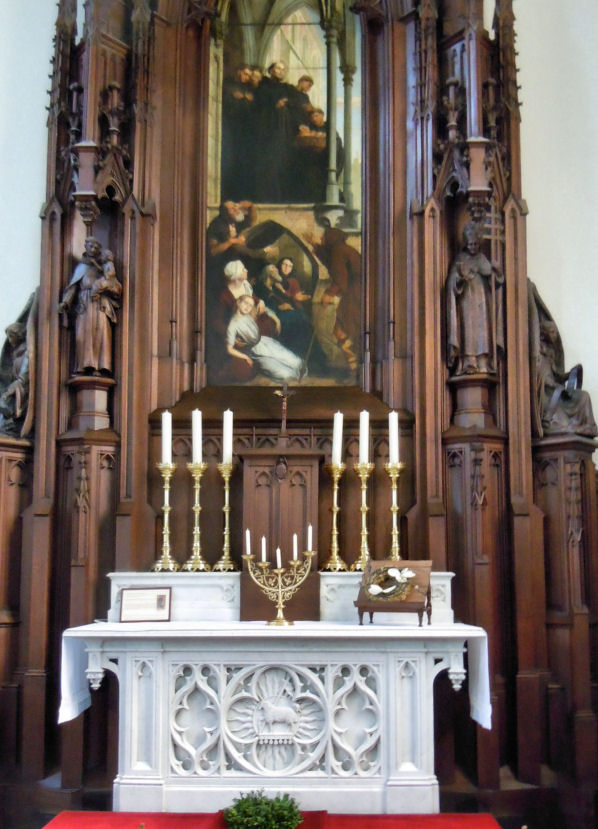
Zijaltaar in Haasdonk, met schilderij Uitdeling der broden door de Heilige Nicolaas van Tolentijn van Edward Dujardin

- RKD-Nederlands Instituut voor Kunstgeschiedenis: 20919